# دييغو كالديرون كايسيدو
دييغو فرناندو كالديرون كايسيدو (بالإسبانية: Diego Calderón Caicedo) (مواليد 13 ديسمبر 1989) هو لاعب كرة قدم كولومبي يجيد اللعب كمهاجم . يلعب حاليا في نادي وادي دجلة .
لعب سابقاً في النادي الإسماعيلي ونادي الفيصلي ونادي الكويت ونادي الشرطة العراقي .

## روابط خارجية
- دييغو كالديرون على موقع قاعدة بيانات كرة القدم.إي يو (الإنجليزية)
- دييغو كالديرون على موقع Soccerway.com (الإنجليزية)